# La Fée Printemps (film, 1906)
Pour les articles homonymes, voir La Fée Printemps.
Pour plus de détails, voir Fiche technique et Distribution.
La Fée Printemps est un film muet français réalisé par Alice Guy, produit par Pathé Frères et sorti en 1906.

## Synopsis
Un jour d'hiver, un couple recueille une jeune femme dans leur chaumière, à l'abri du froid. Celle-ci se révèle être la Fée Printemps ! Soudain, elle colore les paysages d'un jaune chaleureux et offre dans un bouquet deux nouveau-nés à ses hôtes. 

## Fiche technique
- Réalisation : Alice Guy
- Format: Noir et blanc et colorisation
- Longueur: 80 m